# ひるたま
ひるたまは、テレビ埼玉（TVS）他で平日の昼に放送されていた地域情報番組。2001年（平成13年）10月1日放送開始。2009年（平成21年）3月27日放送終了。ハイビジョン制作（地上デジタル放送のみ）。
番組開始から2004年（平成16年）3月26日までは「情報ひるびん」、2004年（平成16年）3月29日から2006年3月31日までは「ひるびん」であった。
開始当初は全編埼玉ローカルであったが、2003年（平成15年）1月6日より放送終了まで番組の後半部分を、「首都圏トライアングル」（旧・首都圏ネット4）として、南関東の独立UHF放送局にネットを開始した（詳細後述）。
本番組終了後も放送されている夕方の情報番組「ごごたま」とは姉妹関係にあたるが、同局で放送しているアニメ情報番組「アニたま」との関連はない。

## 概要
テレビ埼玉で同枠にて放送されていた「常盤6丁目一番街」を引き継いで、ニュースや天気予報、埼玉の地域情報や音楽、映画、DVD、芸能情報を日替わりで放送していた。
また正午からは、テレビ神奈川（tvk）、千葉テレビ放送（CTC）でも放送していた。なお、高校野球県大会の中継期間中（毎年7月中旬 - 下旬）と年末年始（基本的に12月29日 - 1月3日ごろ）は休止していた。
開始当初は音声多重放送が未実施でもあった為、モノラル放送だったが、2005年12月1日の同局地上デジタル放送開始よりステレオ放送、同時にハイビジョン放送を正式に開始（デジタルの試験放送では、同年11月25日より）。

## 沿革

### 情報ひるびん（2001年10月 - 2004年3月）
2001年（平成13年）10月、テレビ埼玉初の朝ワイド番組「情報あさびん」の開始（現在は放送終了）に伴い、長年親しまれた「常盤6丁目」の看板を捨て、「情報ごごびん」と共に情報番組のタイトルを統一した。ただし、出演者・内容などには「常盤6丁目一番街」と一切変化はなかった。
2003年（平成15年）1月から、番組後半の12:05～12:30の部分のみ東京MXテレビ、テレビ神奈川、千葉テレビでのネットが開始された。当初はCMなどは各局ごとに差し替えられたものの、2003年4月から正式に首都圏ネット4として12:00 - 12:30にCMを含めそのまま放送されるようになった。
ネット開始当初は、飛び乗り局向けのオープニングは裏送りという形で、テレビ埼玉では流れず（同局ではCMを放送）またCGこそ同じだったものの、背景はさいたま新都心の空撮映像で音楽も全く別のものだった。2003年4月の首都圏ネット4開始以降は、テレビ埼玉で11:30に流れるものと同じオープニングが同局も含め流れるようになり、この際正午のみ「埼玉発」のタイトルが付くようになった。
2003年（平成15年）10月から半年間、金曜日のみ「情報ひるびん・拡大版」として11:00 - 12:30まで放送していた。

### ひるびん（2004年4月 - 2006年3月）

#### 荒舩時代（2004年4月 - 2005年3月）
タイトルにある“情報”がとれて、「ひるびん」に改めた。司会には朝の情報番組「情報あさびん」を担当し,2002年10月から半年間水曜日の情報ひるびんを担当していた荒舩美栄が再登板した。また番組のタイトルロゴやスタジオのセットが変更され、長い間続いた日替わりアシスタント枠を廃止し、司会のみが全日を通して進行する形に変更された。ただ「ごごびん」と異なり構成に大きな変化はなかった。
荒舩は契約満了のため、2005年3月をもって番組を卒業した。

#### 亀井時代（2005年4月 - 2006年3月）
2005年4月より、司会が交代され亀井薫を起用した。
2005年12月1日、同日より開始する地上デジタル放送の開局式典を完全中継した。デジタル放送は12時1分に開局し、この番組から正式にデジタル放送で視聴されるようになった。またネット局でも通常通り、正午より飛び乗りで放送された。他局の開局式典を中継を行ったのは異例である。なお開局時刻を正午から1分ずらしたのは、ネット局に配慮したためであると思われる。またこの日に限りテレビ埼玉のアナログ放送では、画面アスペクト比が4:3から16:9に変更された。しかし、CM明けに画面が乱れるなどの放送事故が多発していた。

### ひるたま（2006年4月 - 2009年3月）

#### 亀井時代（2006年4月 - 2008年3月）
2006年4月3日より、同月よりテレビ埼玉の愛称が“テレ玉”に変更されたことに伴い「ひるたま」に改めた。テーマ曲が5年ぶりに一新された。またタイトルロゴも変わったものの、出演者や構成などはとくに変更はなかった。
TOKYO MXへのネットは「ひるびん」をもって打ち切られ、以後「首都圏トライアングル」としてtvk、チバテレビへのネットは継続している。また同時に、首都圏トライアングル枠でのタイトルを、「埼玉発　ひるびん」から「埼玉産　ひるたま」に変更された。
2007年4月2日より、2度目のタイトルロゴやテーマ曲が一新された。2008年3月28日をもって、ひるびんを含む３年間番組を担当していた、亀井が卒業した。亀井は、「ひるびん」シリーズの中では最も長い担当となった。

#### 渡辺時代（2008年3月 - 2009年3月）
2008年3月31日より、大幅なリニューアルを図った。司会には夕方の情報番組「ごごびん」を担当した渡辺一宏、アシスタントに本岡なり美と井上優里を起用。タイトルロゴ（ハイビジョン対応）やテーマ曲、スタジオのセットが一新された。また「首都圏トライアングル」間で、放送中に表記されていた「埼玉産」がタイトルから外れ、全編通してタイトルが統一された。。さらにアシスタント枠が復活し出演形態を、「情報ひるびん」時代の“夕の情報番組兼務、日替わり担当”に戻した。アシスタントの井上が2008年9月をもって卒業し、新たに斉藤美枝子が加わった。
しかし後述のように番組は終了となり、同時に渡辺はアナウンサー契約満了のため、この番組の最終回がテレ玉での最後の担当となった。なお番組終了後に放送された「1230アッ@と!!ハマランチョ」では、冒頭で出演者のテミヤンから労いのコメントがあった。
2009年3月27日をもって放送が終了することになった。テレ玉では後枠に韓国ドラマ（日替わり・月曜日 ・金曜日のみ台湾ドラマ）とテレ玉ニュースを放送する。これに伴い、テレビ神奈川と千葉テレビ放送の2局（首都圏トライアングル）では同時間帯のネットも終了となり、代替として夕方情報番組「ごごたま」（テレ玉では30分時間拡大）の冒頭30分を2009年3月30日よりネットを開始した。

### 変遷
| 期間           | 期間           | タイトル     | 放送時間（JST）       | 放送時間（JST）       |
| 期間           | 期間           | タイトル     | 月曜 - 木曜           | 金曜                  |
| -------------- | -------------- | ------------ | --------------------- | --------------------- |
| 2001年10月01日 | 2002年09月27日 | 情報ひるびん | 11:30 - 12:25（55分） | 11:30 - 12:25（55分） |
| 2002年09月30日 | 2003年09月26日 | 情報ひるびん | 11:30 - 12:30（60分） | 11:30 - 12:30（60分） |
| 2003年09月29日 | 2004年03月26日 | 情報ひるびん | 11:30 - 12:30（60分） | 11:00 - 12:30（90分） |
| 2004年03月29日 | 2006年03月31日 | ひるびん     | 11:30 - 12:30（60分） | 11:30 - 12:30（60分） |
| 2006年04月03日 | 2009年03月27日 | ひるたま     | 11:30 - 12:30（60分） | 11:30 - 12:30（60分） |

## 出演者

### 司会・アシスタント
| 期間                    | 司会           | 司会     | 司会           | アシスタント | アシスタント | アシスタント | アシスタント | アシスタント |
| 期間                    | 月曜日・火曜日 | 水曜日   | 木曜日・金曜日 | 月曜日       | 火曜日       | 水曜日       | 木曜日       | 金曜日       |
| ----------------------- | -------------- | -------- | -------------- | ------------ | ------------ | ------------ | ------------ | ------------ |
| 2001.10.01 - 2002.03.29 | 重信香織       | 重信香織 | 青江康子       | 神田山吹     | 石塚初美     | 結成亮輔     | 三宅あき子   | 横須賀ゆめな |
| 2002.04.01 - 2002.09.27 | 重信香織       | 青江康子 | 青江康子       | 神田山吹     | 石塚初美     | 宇多川都     | 三宅あき子   | 横須賀ゆめな |
| 2002.09.30 - 2003.03.28 | 重信香織       | 荒舩美栄 | 小林智         | 神田山吹     | 石塚初美     | 前島克也     | 三宅あき子   | 横須賀ゆめな |
| 2003.03.31 - 2003.09.26 | 大越洋子       | 大越洋子 | 大越洋子       | 神田山吹     | 石塚初美     | HONA         | 涌井はるか   | 横須賀ゆめな |
| 2003.09.29 - 2004.03.26 | 大越洋子       | 大越洋子 | 谷口智子       | 伊藤明日香   | 伊藤明日香   | 石塚初美     | 安中都       | 安中都       |
| 2004.03.29 - 2005.04.01 | 荒舩美栄       | 荒舩美栄 | 荒舩美栄       | （不在）     | （不在）     | （不在）     | （不在）     | （不在）     |
| 2005.04.04 - 2008.03.28 | 亀井薫         | 亀井薫   | 亀井薫         | （不在）     | （不在）     | （不在）     | （不在）     | （不在）     |
| 2008.03.31 - 2008.09.26 | 渡辺一宏       | 渡辺一宏 | 渡辺一宏       | 本岡なり美   | 井上優里     | 本岡なり美   | 井上優里     | 本岡なり美   |
| 2008.09.29 - 2009.03.27 | 渡辺一宏       | 渡辺一宏 | 渡辺一宏       | 本岡なり美   | 斉藤美枝子   | 本岡なり美   | 斉藤美枝子   | 本岡なり美   |

備考
- 司会は全員テレビ埼玉アナウンサー（当時）。現在1人も局内に在籍していない。
- 2001.10 - 2004.03：司会とアシスタントは『情報ごごびん』も兼務。
- 2004.04 - 2005.03：荒舩はニュースアナウンサー（金曜日を除く）も兼務（後述）。
- 2008.04 - 2009.03：アシスタントは『ごごたま』も兼務（番組終了後の現在も継続して出演）。

### ニュースアナウンサー
|                         | 月曜日・火曜日 | 水曜日         | 木曜日         | 金曜日         |
| ----------------------- | -------------- | -------------- | -------------- | -------------- |
| 2001.10.01 - 2004.03.26 | （シフト勤務） | （シフト勤務） | （シフト勤務） | （シフト勤務） |
| 2004.03.29 - 2005.04.01 | 荒舩美栄       | 荒舩美栄       | 荒舩美栄       | 國友真由美     |
| 2005.04.04 - 2005.10.28 | 川尻友紀子     | 川尻友紀子     | 國友真由美     | 川尻友紀子     |
| 2005.10.31 - 2006.03.31 | 大塚美幸       | 大塚美幸       | 國友真由美     | 大塚美幸       |
| 2006.04.03 - 2007.03.30 | 中野知美       | 外山麻衣       | 外山麻衣       | 外山麻衣       |
| 2007.04.02 - 2008.03.28 | 福原奈見       | 外山麻衣       | 外山麻衣       | 外山麻衣       |
| 2008.03.31 - 2008.05.30 | 桧垣理奈       | 福原奈見       | 福原奈見       | 福原奈見       |
| 2008.06.02 - 06.27      | 小池文美       | 福原奈見       | 福原奈見       | 福原奈見       |
| 2008.06.30 - 2009.03.27 | 小田正実       | 福原奈見       | 福原奈見       | 福原奈見       |

備考
- 全員テレビ埼玉アナウンサー（当時を含む）。
- 2001.10 - 2004.03：主に佐貫洋一、谷口智子らが担当。
- 2004.04 - 2005.03：荒舩は司会も兼務（前述）。
- 小田と福原は番組終了翌週の2009年3月30日より新設された『テレ玉ニュース』（12:25 - 12:30）に出演。
- 2005年度に当時「ごごびん」MCだった渡辺一宏はリリーフ出演した事がある。

### コーナー担当
※印は2009年3月30日以降の『ごごたま』に新規出演、あるいは継続出演。
月曜日
- 横須賀ゆめな（横須賀ゆめなのミュージックウォーカー担当）
- ナカジマノブ（ナカジマノブのミュージックデリバリー担当）
- 田辺晋太郎（音楽探偵田辺晋太郎担当）
- 山本昇※（音日和担当）

火曜日
- 松田信（ひるぼんぷらす担当。ブックデポ書楽北与野店店長）
- 秋岡栄子※（同上）

水曜日
- 林あい（SHUFU-sama担当）
- タケウチパンダ（同上）
- ワンワンニャンニャン（同上）

木曜日
- だいまじん※（勝手にキャッチコピー担当。以前はだいまじんの公民館劇場・茶飲み時事放談担当。）
- 浜崎慶美※（勝手にキャッチコピー担当）

金曜日
- 近藤スパ太郎 （近藤スパ太郎のいただき満腹食堂担当）
- 太田梨花（週末の占い担当）
- 有村昆※（ウィークエンドシネマ担当）
- 神田蘭※（JA菜発見担当）
- 原口あきまさ（読売ツゥ!担当）
- 本岡なり美（同上）
- オードリー（同上）
- 大輪教授（同上）
- はなわ（同上）
- ビックスモールン（同上）
- ぺる（同上）

中継担当
- 本岡なり美（只今参上!たまリポ隊担当：2008年3月 - 2009年3月）
- 井上優里（同上：2008年3月 - 2008年9月）
- 斉藤美枝子（同上：2008年10月 - 2009年3月）

## タイムテーブル
以下は番組終了時点でのタイムテーブルである。また生放送のため、下記の時間とは多少の変更があった。
- 11:30　11時台オープニング
- 11:35　日替りコーナー
- 11:54　テレ玉ニュース
- 12:00　12時台オープニング

首都圏トライアングル（テレビ神奈川・チバテレビ）飛び乗り。テレビ神奈川では「tvkスポットニュース」よりステブレレスで接続。　一時期tvkでは、tvkNEWSがあったため12:01:30に飛び降り、12:04:00に飛び乗りポイントがあった。
- 12:05　日替りコーナー
- 12:25　エンディング

## コーナー

### 毎日
- オープニング

ローカル向け（11時半・前半）とネット向け（正午・後半）の2回存在する。両方とも画面右上に“HV ハイビジョン製作”と表示される。前半は新聞記事（主に埼玉新聞）の紹介とお便り募集の案内、後半はお便り募集の案内を行う。後半には千葉・神奈川向けのコメントとして「正午になりました。こんにちは、ここからは『首都圏トライアングル』で『ひるたま』をお楽しみください。」とある。画面右上に「首都圏トライアングル」のロゴと「テレ玉→tvk・チバテレビ」と表記される。
- 天気予報

オープニング同様ローカル向け（11時半・前半）とネット向け（正午・後半）の2回存在する。前半は県内を中心とした天気情報を、後半は大宮ソニックシティの映像に、さいたま・東京・横浜・千葉の当日の天気が放送される。
- テレ玉ニュース

埼玉県内のニュース、全国ヘッドライン、株価と円相場（祝日は休止）が放送される。
- お便り紹介

毎週ごとにテーマが設定され、それをもとに視聴者からのお便りを紹介する。
- エンディング

アフィーのカラー占いのテロップを流しながら、時間一杯までお便り紹介を行う。翌日（金曜日のみ翌週月曜日）のラインナップ、金曜日には次週のお便り紹介のテーマが発表される。また終わりに「このあとは（tvkから）『ハマランチョ』です。」（2004年4月までは「このあとは（TVKテレビから）『HAMA大国』です。」）と次番組の予告をして締めることがあった。

### 月曜日
- 音日和

週間シングルCDランキングをベスト5から紹介する。
- おすすめランチッチ

### 火曜日
- スィーツハンター
- 本ナビ

### 水曜日
- 只今参上!たまリポ隊

県内各地からFOMAによる中継を行う。
- ひるたま流行歌

### 木曜日
- 勝手にキャッチコピー
- Showbiz time

### 金曜日
- ウィークエンドシネマ
- JA菜発見
- あなたの家計お助けします!（以前は水曜日に放送）

### 過去に放送されていたコーナー
- 神田山吹の怒りの張り扇（月曜日、2001年～2002年）
- 横須賀ゆめなのミュージックウォーカー（月曜日、2003年10月～2004年9月）
- タートルバンド（月1、最終月曜日OA、2007年度）
- ナカジマノブの音楽侍→ミュージックデリバリー（月曜日、2004年10月～2008年3月24日）
- Today's Dress Up（月曜日、2007年～2008年3月24日）
- はやりもんコレこれ!?（月曜日、2007年～2008年3月24日）
- キネマの天地（火曜日、2007年～2008年3月25日）
- りらくりふれ（火曜日、2007年～2008年3月25日）
- ガスワンこどもクッキング（火曜日、2007年～2008年3月25日）
- ひるぼんぷらす（火曜日、2006年～2008年3月25日）
- DVDレンジャー（水曜日、2007年4月～2008年3月26日）
- 東日本SA・PAの旅（水曜日、2007年）
- 主婦さま→SHUFU-sama（水曜日、～2008年3月26日）
- 茶飲み時事放談　3rdシーズン（木曜日、～2008年3月27日）
- 週間亀井!（木曜日、～2008年3月20日）
- ふぉーまが行く!! 第2巻（木曜日、～?）
- 近藤スパ太郎のいただき満腹食堂（金曜日）
- 週末の占い（金曜日）
- 秩父164リゾート情報（金曜日）
- 我が家のアルバム（常盤六丁目一番街時代に全ての曜日で放送）
- 音楽探偵田辺晋太郎（月曜日）
- キネマチックパラダイス（火曜日）
- utenaモアモアビューティー（火曜日）
- 読売ツウ!（金曜日）

その他に以前常盤六丁目二番街・ごごたまが編成上休止された日は、同番組のコーナーを当番組で行ったことがあった。
また秩父164リゾート情報は常盤六丁目三番街でも放送された。

## ネット局

### 番組終了時点
| 放送対象地域 | 放送局               | 系列   | 放送曜日・時間            | 放送時期                      | 備考                                                      |
| ------------ | -------------------- | ------ | ------------------------- | ----------------------------- | --------------------------------------------------------- |
| 埼玉県       | テレ玉（TVS） 製作局 | 独立局 | 月 - 金曜日 11:30 - 12:30 | 2001年10月1日 - 2009年3月27日 |                                                           |
| 神奈川県     | テレビ神奈川（tvk）  | 独立局 | 月 - 金曜日 12:00 - 12:30 | 2003年1月6日 - 2009年3月27日  | 2003年1 - 3月は12:05から放送。                            |
| 千葉県       | チバテレ（CTC）      | 独立局 | 月 - 金曜日 12:00 - 12:30 | 2003年1月6日 - 2009年3月27日  | 2003年1 - 3月は12:05から放送。 千葉県議会中継で休止あり。 |

### 過去
| 放送対象地域 | 放送局            | 系列   | 放送曜日・時間            | 放送時期                     | 備考                                                     |
| ------------ | ----------------- | ------ | ------------------------- | ---------------------------- | -------------------------------------------------------- |
| 東京都       | TOKYO MX （MXTV） | 独立局 | 月 - 金曜日 12:00 - 12:30 | 2003年1月6日 - 2006年3月31日 | 2003年1 - 3月は12:05から放送。 現在は「U･LA･LA」を放送。 |

## 地上デジタル放送
- ハイビジョン製作を2005年8月上旬より行っている。テレ玉は2005年11月25日（正式は2005年12月1日）より、tvkとチバテレは2006年11月13日より、16:9のハイビジョン放送（画面比16:9）を行っている。以前放送されていたTOKYO MXを含め、ネット局でのハイビジョン放送が遅れたのは、NTT中継回線がアナログ方式のためである。それまでは標準画質放送（画面比4:3）で行われた。このことは2005年12月1日のテレ玉地上デジタル開局時に紹介されている。
- 電子番組表（EPG）は、各局によって表記が異なる。番組名にテレ玉は「ひるたま[S][HV]」（□の中にSとHVをそれぞれ表記、以前(S)と括弧内に表記され、[HV]は2008年頃に追加）、tvkとチバテレは「ひるたま」、放送内容にテレ玉は曜日ごとのコーナー名と出演者名を、tvkは「▽埼玉発の首都圏情報番組」と出演者名を表記されている。一方チバテレは表記されていない。